# Sprengelia monticola
Sprengelia monticola är en ljungväxtart som först beskrevs av Dc., och fick sitt nu gällande namn av George Claridge Druce. Sprengelia monticola ingår i släktet Sprengelia och familjen ljungväxter. Inga underarter finns listade i Catalogue of Life.